# Revolta em Belize em 1981
A Revolta em Belize em 1981 foi uma crise ocorrida na nação centro-americana de Belize entre março e abril de 1981, ocasionada pela rejeição de um conjunto de propostas que teriam formado a base das negociações com o vizinho hostil, a Guatemala, sobre sua reivindicação ao território belizenho. Foi uma das ameaças mais graves à segurança nacional na história colonial de Belize (que se tornaria independente em setembro daquele ano).

## Antecedentes: reivindicação guatemalteca
A Guatemala, vizinha de Belize a oeste e ao sul, reivindicava o território de Belize a partir de um tratado rompido assinado entre a Guatemala e a Grã-Bretanha em 1851. Este tratado teria prometido à Guatemala acesso rodoviário ao litoral caribenho em troca da retirada da reivindicação; quando a estrada não se concretizou, após um período de tempo, a Guatemala retomou suas pretensões.
Durante grande parte do período entre 1940 a 1981, a Guatemala afirmou sua reivindicação repetidamente, ocasionalmente até ameaçando invadir, mas recuando ao ver os reforços militares do Reino Unido. Várias tentativas de mediar a disputa falharam devido a preocupações em ambos os lados da fronteira. A partir de 1975, a disputa foi divulgada nas Nações Unidas. A Assembleia Geral da ONU votou em anos sucessivos, de 1975 a 1981, para afirmar a soberania de Belize e solicitou ao Reino Unido e à Guatemala que chegassem a um compromisso e concedessem a independência de Belize antes do final da próxima sessão da Assembleia Geral em 1981.

### Heads of Agreement
Em janeiro de 1981, o primeiro-ministro de Belize George Cadle Price anunciou que o país seria independente até o final de 1981 e que o governo estava trabalhando para resolver a disputa. Em meados de março, ele e o restante da equipe de negociação, incluindo Assad Shoman, voltaram de Londres com uma série de tópicos que serviriam de base para futuras negociações, mas não eram propostas em si para encerrar a reivindicação. Os "Heads of Agreement", como passaram a ser chamados, tinham dezesseis cláusulas, discutindo questões de economia, segurança nacional, fronteiras, cooperação e outras coisas.
Entre os pontos mais polêmicos estava uma clausula que propunha oferecer "uso e usufruto" dos Cayos Ranguana e Sapodilla para a Guatemala, conforme for acordado. Outros tópicos controversos incluíam o uso livre de portos e estradas e a questão das fronteiras marítimas.

## Revolta
A reação do público em Belize foi silenciosa no início, mas o Sindicato do Serviço Público prontamente denunciou o acordo como uma "doação" e prometeu uma greve. Outro grupo era o Belize Action Movement (BAM), um movimento juvenil que considerou a necessidade de lutar para garantir que Belize não caísse nas mãos da Guatemala. Ambos os movimentos coordenaram uma greve e protesto em todo o país em março.
Também central para o movimento foi a detenção dos estudantes do Colégio Técnico de Belize liderados por Socorro Bobadilla. Bobadilla foi uma figura importante na rejeição ao plano. Durante grande parte do restante de março, houve fechamento de escolas, protestos diários e a morte de pelo menos cinco pessoas em Corozal. Outra ocorrência memorável foi o incêndio de vários prédios no centro da Cidade de Belize. Durante essa confusão, o músico Pete Matthews foi baleado acidentalmente.
O governador declarou estado de emergência em 3 de abril; tentativas subsequentes de usar os Heads of Agreement como um projeto falharam e Belize se tornaria independente em 21 de setembro de 1981.